# Kabinett Andreas Papandreou I
Das Kabinett Andreas Papandreou I wurde am 21. Oktober 1981 in Griechenland durch Andreas Papandreou gebildet und löste das Kabinett Georgios Rallis ab. Das Kabinett bestand bis zum 5. Juni 1985 und wurde dann durch das zweite Kabinett Papandreou abgelöst. 
Bei der Parlamentswahl vom 18. Oktober 1981 hatte die bis dahin regierende Nea Dimokratia (ND) von Rallis eine Niederlage erlitten und nur noch 35,9 Prozent der Wählerstimmen erhalten sowie 115 der 300 Sitze im Parlament. Als Wahlsieger ging die sozialdemokratische Panellinio Sosialistiko Kinima (PASOK) Papandreous hervor, auf die 48,1 Prozent entfielen und die die Zahl ihrer Abgeordneten um 79 Sitze auf 172 Mandate verbessern konnte. 

## Minister
| Ministeramt                                     | Amtszeit                                                                    | Minister | Lebensdaten                                             |
| ----------------------------------------------- | --------------------------------------------------------------------------- | --- | ------------------------------------------------------- |
| Ministerpräsident (Präsident des Ministerrates) | 21. Oktober 1981                                                            | Andreas Papandreou | * 1919 † 1996                                           |
| Auswärtiges                                     | 21. Oktober 1981                                                            | Ioannis Charalampopoulos | * 1919 † 2014                                           |
| Nationale Verteidigung                          | 21. Oktober 1981                                                            | Andreas Papandreou | * 1919 † 1996                                           |
| Inneres                                         | 21. Oktober 1981 17. Januar 1984 22. Mai 1984 21. Juni 1984 9. Mai 1985     | Georgios Gennimatas Agamemnon Koutsogiorgas Panagiotis Markopoulos Agamemnon Koutsogiorgas (2. Mal) Panagiotis Markopoulos (2. Mal) | * 1939 † 1994 * 1922 † 1991 * 1916 * 1922 † 1991 * 1916 |
| Finanzen                                        | 21. Oktober 1981 28. Juni 1982 5. Juli 1982 9. September 1983 27. März 1984 | Emmanouil Drettakis Agamemnon Koutsogiorgas (kommissarisch) Dimitrios Koulourianos Ioannis Pottakis Gerasimos Arsenis               | * 1934 * 1922 † 1991 * 1930 * 1939 * 1931 † 2016        |
| Justiz                                          | 21. Oktober 1981 5. Juli 1982 9. Mai 1985                                   | Efstathios Alexandris Georgios-Alexandros Mangakis Konstantinos Kounougeris                                                         | * 1921 † 2013 * 1922 † 2011 Unbekannt                   |
| Wirtschaft                                      | 5. Juli 1982                                                                | Gerasimos Arsenis | * 1931 † 2016                                           |
| Koordination                                    | 21. Oktober 1981                                                            | Apostolos Lazaris | * 1921                                                  |
| Minister beim Präsidenten der Regierung         | 21. Oktober 1981 17. Januar 1984                                            | Agamemnon Koutsogiorgas Apostolos Lazaris                                                                                           | * 1922 † 1991 * 1921                                    |
| Minister beim Präsidenten der Regierung         | 5. Oktober 1984                                                             | Akis Tsochatzopoulos | * 1939 † 2021                                           |
| Raumplanung, Wohnungsbau und Umwelt             | 21. Oktober 1981 21. September 1984                                         | Antonios Tritsis Evangelos Kouloumpis                                                                                               | * 1936 † 1992 * 1929 † 2009                             |
| Öffentliche Arbeiten                            | 21. Oktober 1981 5. Oktober 1984                                            | Akis Tsochatzopoulos Georgios Perrakis                                                                                              | * 1939 † 2021 * 1936                                    |
| Nationale Bildung und religiöse Angelegenheiten | 21. Oktober 1981 5. Juli 1982                                               | Eleftherios Veryvakis Apostolos Kaklamanis                                                                                          | * 1935 † 2012 * 1936                                    |
| Kommunikation                                   | 21. Oktober 1981 5. Juli 1982 21. September 1984                            | Evangelos Giannopoulos Nikolaos Akritidis Ioannis Papadonikolakis                                                                   | * 1918 † 2003 * 1935 * 1928 † 2000                      |
| Arbeit                                          | 21. Oktober 1981 5. Juli 1982                                               | Apostolos Kaklamanis Evangelos Giannopoulos                                                                                         | * 1936 * 1918 † 2003                                    |
| Soziale Dienste                                 | 21. Oktober 1981 17. Januar 1984                                            | Paraskevas Avgerinos Georgios Gennimatas                                                                                            | * 1927 * 1939 † 1994                                    |
| Soziale Sicherheit                              | 5. Juli 1982 21. September 1984                                             | Eleftherios Veryvakis Georgios Gennimatas                                                                                           | * 1935 † 2012 * 1939 † 1994                             |
| Landwirtschaft                                  | 21. Oktober 1981                                                            | Konstantinos Simitis | * 1936 † 2025                                           |
| Öffentliche Ordnung                             | 21. Oktober 1981 9. Mai 1985                                                | Ioannis Skoularikis Alexandros Floros                                                                                               | * 1928 † 2008 * 1913 † 2008                             |
| Kultur und Wissenschaft                         | 21. Oktober 1981                                                            | Melina Mercouri | * 1925 † 1994                                           |
| Industrie und Energie                           | 21. Oktober 1981 8. Juli 1982                                               | Anastasios Peponis Georgios Lianis                                                                                                  | * 1924 † 2011 * 1926                                    |
| Energie und natürliche Ressourcen               | 5. Juli 1982 21. September 1984                                             | Evangelos Kouloumpis Eleftherios Veryvakis                                                                                          | * 1929 † 2009 * 1935 † 2012                             |
| Handelsmarine                                   | 21. Oktober 1981 5. Juli 1982                                               | Efstathios Giotas Georgios Katsifaras                                                                                               | * 1940 * 1935 † 2012                                    |
| Handel                                          | 21. Oktober 1981 5. Juli 1982 8. Februar 1984 21. September 1984            | Nikolaos Akritidis Georgios Moraitis Vasilios Kedikoglou Nikolaos Akritidis (2. Mal)                                                | * 1935 * 1942 * 1932 * 1935                             |
| Nordgriechenland                                | 21. Oktober 1981                                                            | Vasilios Intzes | * 1929                                                  |
| Ägäis                                           | 26. Mai 1985                                                                | Kosmas Sphyriou | * 1949                                                  |
| Minister ohne Geschäftsbereich                  | 21. Oktober 1981                                                            | Evangelos Kouloumpis | * 1929                                                  |
| Minister ohne Geschäftsbereich                  | 17. Januar 1984                                                             | Paraskevas Avgerinos | * 1927                                                  |
| Minister ohne Geschäftsbereich                  | 17. Januar 1984                                                             | Anastasios Peponis | * 1924 † 2011                                           |